# Lymnas charon
Lymnas charon är en fjärilsart som beskrevs av Butler 1874. Lymnas charon ingår i släktet Lymnas och familjen Riodinidae. Inga underarter finns listade i Catalogue of Life.